# Lafayette Leopards football
La squadra di football dei Lafayette Leopards rappresenta il Lafayette College. Uno dei programmi più antichi del college football negli Stati Uniti, Lafayette gioca nella Patriot League della NCAA Division I FBS. Dopo avere debuttato nel 1882, Lafayette ha vinto tre titoli nazionali (1896, 1921, 1926), sette titoli della Patriot League (1988, 1992, 1994, 2004, 2005, 2006, 2013), ha avuto sei stagioni da imbattuta (1896, 1909, 1921, 1926, 1937, 1940) e quattro in cui ha vinto tutte le sue partite (1921, 1926, 1937, 1940).

## Membri della College Football Hall of Fame

### Giocatori
- Charlie Berry, E, 1921–1924
- Charles "Babe" Rinehart, G, 1893–1897
- Frank "Dutch" Schwab, G, 1919–1923
- George "Mike" Wilson, HB, 1926–1928

### Allenatori
- Herb McCracken, 1924–1935
- Edward "Hook" Mylin, 1937–1942, 1946
- Neil Putnam, 1971-1980
- Jock Sutherland, 1919–1924

## Numeri ritirati
- 53 Fred Kirby, DL, OL, 1939-1941